# BSG Pinkstertoernooi
Het BSG Pinkstertoernooi is een schaaktoernooi dat sinds 1984 ieder jaar in Bussum tijdens Pinksteren wordt georganiseerd. De organisatie is in handen van het Bussums Schaak Genootschap, kortweg BSG. Het toernooi heeft doorgaans een sterk deelnemersveld, waaronder internationale grootmeesters.
Tot 2013 was het toernooi een vierdaags weekendtoernooi. Tijdens het toernooi werd ook gestreden om het persoonlijk kampioenschap van de Stichts-Gooise Schaakbond.
Na het wegvallen van sponsoring besloot men om het toernooi om te dopen tot een rapidtoernooi, dat op één dag gespeeld wordt.

## Lijst van winnaars van het rapidtoernooi (2013 - heden)

### Meervoudige winnaars
Bijgewerkt t/m 2011.
| Overwinningen | Schaker             | Land               | Jaren              |
| ------------- | ------------------- | ------------------ | ------------------ |
| 3             | Erik van den Doel   | Vlag van Nederland | 2005 + 2007 + 2008 |
| 3             | Friso Nijboer       | Vlag van Nederland | 2002 + 2004 + 2011 |
| 2             | Marcel Peek         | Vlag van Nederland | 1988 + 1989        |
| 2             | Eckhard Schmittdiel | Vlag van Duitsland | 1994 + 1995        |
| 2             | Karel van der Weide | Vlag van Nederland | 1998 + 1999        |
| 2             | Ruud Janssen        | Vlag van Nederland | 1997 + 2001        |
| 2             | Normunds Miezis     | Vlag van Letland   | 2003 + 2004        |
| 2             | Dimitri Reinderman  | Vlag van Nederland | 2009 + 2010        |

### Overwinningen per land
Bijgewerkt t/m 2011.
| Overwinningen | Land                                                        |
| ------------- | ----------------------------------------------------------- |
| 29            | Nederland                                                   |
| 3             | Duitsland                                                   |
| 2             | Letland                                                     |
| 1             | Engeland, Joegoslavië, Estland, China, Oezbekistan, Rusland |